# 臨時軍事費特別会計
臨時軍事費特別会計（りんじぐんじひとくべつかいけい）とは、十五年戦争（大東亜戦争＝太平洋戦争・日中戦争・第二次世界大戦）までの日本において行われていた特別会計のひとつ。戦争における帝国陸海軍（帝国陸軍及び帝国海軍）の作戦行動に必要な経費を賄うために設けられたもので、一般会計から切り離して、戦争の始期から終期までを1会計年度とみなして処理された。

## 概要
戦争が一度開始されると、多額の戦費が必要とされる上に終結までの期間が予想できない場合が多い。そのため、通常の1年単位での予算編成では間に合わないために、一般会計とは別に特別予算を組んで会計処理を行う必要性があった。
日清戦争で臨時軍事費によって戦費を賄う制度が設けられ、以後先例に倣ってその都度、法律が制定された。
第二次世界大戦までの日本では、原則的には宣戦布告に伴って臨時軍事費特別会計法と呼ばれる特別な法律が制定されて運営され、作戦行動終了とその後処理の終了後に決算が実施されて余剰金や支出残額は一般会計に引き継がれた。ただし、支那事変（日中戦争）に関しては宣戦布告がなされていないにもかかわらず特別会計が設置され、第二次世界大戦におけるアメリカなどへの宣戦布告後にそのまま引き継がれた。また、日清戦争と第一次世界大戦の時には戦争終結後も直ちに決算は行われず、そのまま台湾平定とシベリア出兵の軍事予算として継続されている。
歴史的に臨時軍事費特別会計が編成されたのは、以下の4つの戦争である。
- 日清戦争・台湾平定: 1894年6月1日 - 1896年3月末日
- 日露戦争: 1903年10月 - 1907年3月
- 第一次世界大戦・シベリア出兵: 1914年8月 - 1925年4月
- 第二次世界大戦（太平洋戦争）・日中戦争: 1937年9月 - 1946年2月

ただし、臨時軍事費特別会計の設置期間中も一般会計における陸海軍の経常費は支出され、更に戦後の残務処理や論功行賞などの名目を付けた「臨時事件費」が別途一般会計から出されていた。しかも、北清事変や山東出兵、満州事変などにおいては戦費が「臨時事件費」として捻出されており、それを加えると会計に関する諸原則が定められた1889年（明治22年）に公布された明治憲法下の大半の時期において何らかの形で戦費のための特別な軍事予算が編成されていたことになる。

しかも、作戦行動はその性格上臨機応変かつ機密性が求められることから、特別会計における歳出の款項は概要のみが示され、その内容が明確にされることのないまま支出され、しかも必要とあれば次々と追加予算が出される仕組となっていた。しかも会計法などが認めていない費目間の流用・予算外契約・資金前払い・前金払い・概算払いなどが認められ、軍部の自由裁量によって運用が行われ、政府や大蔵省、帝国議会によるチェックがほとんど働く事がなかった。さらに日清戦争の時こそ当時の国庫に余剰があったことと清国からの賠償金が戦費を補えるほどの莫大であったために大きな問題は生じず、むしろ軍需関連産業への投資効果をもたらしたことや植民地（領土）・利権の獲得によって日本の資本主義発展の一因にもなった。だが、時代が下るにつれて兵士の給与のなどの人件費の上昇と比較して、兵器や弾薬の生産費用も使用量も大きく増加し、特に艦船をはじめとして大量の装備を要する海軍においてその傾向が強く特別会計全体に占める割合も増加の一途をたどった。このため、次第に増税や借入金・公債など最終的には国民負担に転嫁される形での歳入が増加していくことになった。
日露戦争では大幅な増税に加えてアメリカやイギリスで多額の外債を発行することで賄い、第一次世界大戦そのものは増税と大戦景気による租税収入の増加で賄えたものの不況下で継続されたシベリア出兵は公債に依存するところが大きかった。

そして、8年半にも及んだ第二次世界大戦（日中・太平洋戦争）では物価が異なるために単純比較は出来ないものの、日露戦争時の特別会計の100倍の歳入・歳出の規模を要し、増税や公債発行では追いつかなかったために植民地関係など他の特別会計からの流用や日本銀行の引き受けによる軍事公債の発行が行われた。特に後者はその後の国民負担の増加やインフレーションの発生を考慮しなければ、事実上無制限に戦費を調達することが可能であった。勿論、こうした無制限の戦費の調達と支出が日本の国民経済に影響を与えない筈がなかった。太平洋戦争期には一般会計・特別会計全体の7-8割が直接軍事費を占めて民生費を圧迫し、軍需由来のインフレーションと生活物資の不足が国民を苦しめ、軍事的な苦戦のみならず、破綻寸前まで追い込まれた経済システムも日本を敗戦へと導く大きな要因となった。

## 運用
この特別会計が初めて設置された日清戦争では、次のように運用された 。すなわち、通常の予算では、所管大臣が自由に決裁していたところ、この特別会計には一款項しかなく、まず陸海軍大臣が大蔵大臣と内議し、それを受けた大蔵大臣が内閣総理大臣に申告して同意を求めた上で、再度、陸海軍大臣が大蔵大臣に請求して、大蔵大臣はこれを閣議にかけ、勅裁をうけてはじめて予算が執行された。

## 臨時軍事費特別会計 歳入・歳出決算額
戦後、大蔵省が編纂した『昭和財政史』（東洋経済新報社、1955年）などによれば、臨時軍事費特別会計の決算は以下の通りであった。
- 日清戦争（1年9ヶ月間）
  - 歳出:200百万円（うち、陸軍82.1％（人件費18.4%、糧食費12.4%、被服費10.8%、兵器弾薬費5.6%、運送費16.9%、その他18.0%）[3]・海軍17.9％/物件費75.0％・人件費19.5％・その他5.5％（ただし別の資料[3]では、海軍の人件費1.1%、艦船費6.4%、兵器弾薬費・水雷費5.0%、その他5.4%））
  - 歳入:225百万円（うち、公債金（内債）51.9%、他会計より45.5%（賠償金35.0%、1893年度の国庫剰余金10.4%）[3]、その他2.6％）
  - 海軍公債証書条例（明治19年6月勅令第47号）が施行されたのは開戦から8年遡った1886年[4]。
- 日露戦争（3年5ヶ月間）
  - 歳出:1,508百万円（うち、陸軍85.1％・海軍14.9％/物件費77.6％・人件費11.0％・その他11.4％）
  - 歳入:1,721百万円（うち、公債・借入金82.4％・他会計より14.6％・その他3.0％）
- 第一次世界大戦（10年8ヶ月間）
  - 歳出:882百万円（うち、陸軍70.8％・海軍29.2％/物件費75.7％・人件費16.7％・その他7.6％）
  - 歳入:901百万円（うち、公債・借入金61.7％・他会計より34.0％・その他4.3％）
- 第二次世界大戦（8年5ヶ月間）
  - 歳出:155,397百万円（うち、陸軍48.7％・海軍40.8％・その他1.5％/物件費83.5％・人件費9.3％・その他7.2％）
  - 歳入:173,306百万円（うち、公債・借入金86.4％・他会計より11.3％・その他2.3％）

### 一覧
- 日清戦争での臨時軍事費
- 日露戦争での臨時軍事費
- 第一次世界大戦での臨時軍事費
- 第二次世界大戦での臨時軍事費